# مارتن أنقا
مارتن أنقا (بالفرنسية: Martin Angha) مواليد 22 يناير 1994 في زيورخ، هو لاعب كرة قدم سويسري بعب سابقاً مع نادي العدالة السعودي كمدافع. مثّل منتخب سويسرا لكرة القدم فئة الشباب.

## مرحلة الشباب

### أندية لعب لها
- نادي غراسهوبر زيوريخ
- نادي زيورخ

## المسيرة الاحترافية

### أندية لعب لها
- نادي آرسنال
- نادي نورمبرغ
- ميونخ 1860

## روابط خارجية
- مارتن أنقا على موقع قاعدة بيانات كرة القدم.إي يو (الإنجليزية)
- مارتن أنقا على موقع Soccerbase.com (لاعب) (الإنجليزية)
- مارتن أنقا على موقع Soccerway.com (الإنجليزية)
- مارتن أنقا على موقع عالم كرة القدم.نت (الإنجليزية)
- مارتن أنقا على موقع AS.com (الإسبانية)